# Ricardo Rodríguez (Fußballtrainer)
Ricardo Rodríguez  (* 3. April 1974 in Oviedo), mit vollständigen Namen Ricardo Rodríguez Suárez, ist ein spanischer Fußballtrainer.

## Karriere
Ricardo Rodríguez übernahm am 1. Juli 2006 in Spanien das Traineramt der U19-Mannschaft des FC Girona. Bei dem Verein aus Girona wurde er am 1. Januar 2007 zum Trainer der ersten Mannschaft befördert. Hier stand er bis zum 26. April 2007 unter Vertrag. Am 1. Juli 2007 wurde er Co-Trainer beim FC Málaga. Der Verein aus Málaga spielte in der zweiten spanischen Liga, der Segunda División. Nach einer Saison verließ er den Verein. Im Januar 2013 wurde er Trainer der U17-Nationalmannschaft von Saudi-Arabien. Am 5. Juli 2013 kehrte er als Trainer zu seinem ehemaligen Verein FC Girona zurück. Hier stand er bis Jahresende an der Seitenlinie.
2014 zog es ihn nach Asien. In Thailand unterschrieb er einen Einjahresvertrag beim Ratchaburi Mitr Phol. Der Verein aus Ratchaburi spielte in der ersten Liga des Landes. Nach einer Saison verließ er Ratchaburi. Der ebenfalls in der ersten Liga spielende Bangkok Glass nahm ihn die Saison 2015 unter Vertrag. Die Saison 2016 stand er als Cheftrainer vom Erstligisten Suphanburi FC in Suphanburi unter Vertrag. 2017 ging er nach Japan, wo ihn der Zweitligist Tokushima Vortis unter Vertrag nahm. Am Ende der Saison feierte er mit dem Verein aus Tokushima die Meisterschaft und den Aufstieg in die erste Liga.
Im Februar 2021 verpflichtete ihn der Erstligist Urawa Red Diamonds. Am 19. Dezember 2021 stand er mit dem Klub im Endspiel des Kaiserpokals, dass man mit 2:1 gegen Ōita Trinita gewann. 2022 gewann er mit den Urawa Red Diamonds den japanischen Supercup. Das Spiel gegen den Meister von 2021, Kawasaki Frontale, gewann man am 12. Februar durch zwei Tore von Ataru Esaka mit 2:0. Zum Ende der Saison 2022 entschied sich das Management von Urawa gegen eine Vertragsverlängerung, sodass er, nach einer kurzen Auszeit, ab 2024 beim chinesischen Meister von 2022 Wuhan Three Towns FC anheuerte. Das Engagement verlief allerdings nicht mit dem erwünschten Erfolg, sodass er sich entschloss, Ende des Jahres nach Japan zurückzukehren, um bei seinem neuen Verein Kashiwa Reysol an seine Erfolge in Japan anzuschließen.

## Erfolge
Tokushima Vortis
- Japanischer Zweitligameister: 2020  ▲

Urawa Red Diamonds
- Japanischer Pokalsieger: 2021
- Japanischer Supercup-Sieger: 2022